# The Misfits (película de 2021)
The Misfits es una película estadounidense de acción y robos dirigida por Renny Harlin y escrita por Robert Henny y Kurt Wimmer. La película está protagonizada por Pierce Brosnan, Rami Jaber, Hermione Corfield, Jamie Chung, Mike d'Angelo, Tim Roth, Nick Cannon y Qais Qandil. Fue estrenada en Corea del Sur el 3 de junio de 2021 y en los Estados Unidos el 11 de junio de 2021 por The Avenue Entertainment.

## Reparto
- Pierce Brosnan como Richard Pace
- Rami Jaber como The Prince
- Hermione Corfield como Hope Pace
- Jamie Chung como Violet
- Pirat "Mike" Nitipaisalkul como Wick
- Tim Roth como Schultz
- Nick Cannon como Ringo
- Qais Qandil como Jason Quick
- Samer al-Masry como Hassan (Shultz Thug 1)
- Mansoor Al Feeli como Abu Hirawa

## Producción
Según Harlin, él y Brosnan "habían estado buscando un proyecto en el que colaborar durante algún tiempo".
El proyecto se anunció por primera vez el 12 de febrero de 2019 en el European Film Market del Festival Internacional de Cine de Berlín. Los lugares de rodaje incluyen Abu Dhabi, Dubái y Los Ángeles. La fotografía principal comenzó una semana después.

## Estreno
The Misfits tuvo su estreno mundial en Corea del Sur el 3 de junio de 2021. Avenue Entertainment, en asociación con Highland Film Group, distribuyó la película el 11 de junio de 2021.

## Recepción

### Crítica
The Misfits recibió reseñas generalmente negativas de parte de la crítica y de la audiencia. En el sitio web especializado Rotten Tomatoes, la película posee una aprobación de 17%, basada en 29 reseñas, con una calificación de 3.4/10 y con un consenso crítico que dice: "Una bolsa sorpresa de ingredientes tomados de thrillers de acción superiores, The Misfits es un trabajo sin inspiración de un director veterano y un elenco que debería saberlo mejor." De parte de la audiencia tiene una aprobación de 51%, basada en más de 250 votos, con una calificación de 3.0/5.
El sitio web Metacritic le dio a la película una puntuación de 25 de 100, basada en 11 reseñas, indicando "reseñas generalmente desfavorables". En el sitio IMDb los usuarios le asignaron una calificación de 4.4/10, sobre la base de más de 13 000 votos. En la página web FilmAffinity la cinta tiene una calificación de 3.7/10, basada en 334 votos.

### Premios y nominaciones
| Año  | Premios                  | Categoría             | Nominados                                                      | Resultado | Ref.   |
| ---- | ------------------------ | --------------------- | -------------------------------------------------------------- | --------- | ------ |
| 2022 | Premios Golden Raspberry | Peor director         | Renny Harlin                                                   | Pendiente | [ 13 ] |
| 2022 | Premios Golden Raspberry | Peor actor de reparto | Nick Cannon                                                    | Pendiente | [ 13 ] |
| 2022 | Premios Golden Raspberry | Peor guion            | Guion de Robert Henny y Kurt Wimmer ; Historia de Robert Henny | Pendiente | [ 13 ] |